# ゾラン・トシッチ
ゾラン・トシッチ（セルビア語: Зоран Тошић / Zoran Tošić、1987年4月28日 - ）は、ユーゴスラビア（現・セルビア）出身の元サッカー選手。現役時代のポジションはMF。

## 経歴

### 初期のクラブ
2006年1月、所属していたブドゥチノスト・バナツキ・ドヴォルがプロレテル・ズレニャニンと合併し、バナト・ズレニャニンが誕生した。バナト・ズレニャニンでは25試合に出場、2得点を記録。2007年8月、パルチザン・ベオグラードへ移籍を果たした。

### マンチェスター・ユナイテッド
2009年1月、チームメイトのアデム・リャイッチと共にマンチェスター・ユナイテッドへの移籍が発表された。1月24日のFAカップ対トッテナム戦でデビューを飾った。しかしマンチェスター・ユナイテッドではポジションを掴むことはできず出場機会はわずかなものであった。
FCケルンへのレンタル移籍
2010年1月、ドイツの1.FCケルンにレンタル移籍した。ケルンでは主力として起用され、13試合で5得点をあげた。

### PFC CSKAモスクワ
2010年6月15日、ロシアプレミアリーグに所属をする強豪クラブのPFC CSKAモスクワへ5年契約で移籍をした。移籍金は非公表とされているが、eurosportやsports.ruでは800万ポンドと報じられている。2010年8月15日、ロシア・プレミアリーグ第17節のFCアンジ・マハチカラ戦では、前半36分にロシアリーグ移籍後初の得点を決めた。その4日後の8月19日、アレーナ・ヒムキ(ホーム)でUEFAヨーロッパリーグ、プレイオフラウンドの1stレグが行われた。アノルトシス・ファマグスタとの試合(4-0)ではスタメンで出場し、2得点を挙げた。
2013-14シーズン第14節のFCクラスノダール戦で、キャリア初のハットトリックを決めた。3点目はCSKAモスクワのロシア・プレミアリーグのホームゲームでの通算600点目となった。最終節のFCロコモティフ・モスクワ戦でリーグ優勝に導く決勝ゴールを決めた。
2017年7月5日、契約満了によりCSKAモスクワを退団した。2010年からの7年間で通算241試合47得点の成績を残した。

### FKパルチザン
2017年8月28日、パルチザン・ベオグラードに3年契約で加入した。

### 代表
セルビアU-21代表として、2007年3月23日のベルギーU-21戦でU-21代表初キャップを記録。4日後のポルトガルU-21戦にて、U-21代表初ゴールを決めた。2007年6月に行なわれたUEFA U-21欧州選手権2007にも出場した。
セルビア代表としては、2007年9月8日のフィンランド戦で代表初キャップを記録。2009年8月12日の親善試合の南アフリカ戦では決勝点となる代表初ゴールを含む2得点を挙げた。

## 個人成績
| クラブ                             | シーズン | リーグ | リーグ | カップ | カップ | リーグカップ | リーグカップ | 欧州カップ | 欧州カップ | その他 | その他 | 通算 | 通算 |
| クラブ                             | シーズン | 出場   | 得点   | 出場   | 得点   | 出場         | 得点         | 出場       | 得点       | 出場   | 得点   | 出場 | 得点 |
| ---------------------------------- | -------- | ------ | ------ | ------ | ------ | ------------ | ------------ | ---------- | ---------- | ------ | ------ | ---- | ---- |
| ブドゥチノスト・バナツキ・ドヴォル | 2005–06  | 7      | 0      |        |        | –            | –            | 0          | 0          |        |        | 7    | 0    |
| バナト・ズレニャニン               | 2006–07  | 25     | 2      |        |        | –            | –            | 0          | 0          |        |        | 25   | 2    |
| パルチザン・ベオグラード           | 2007–08  | 32     | 8      | 4      | 1      | –            | –            | 0          | 0          | 0      | 0      | 36   | 9    |
| パルチザン・ベオグラード           | 2008–09  | 17     | 6      | 1      | 1      | –            | –            | 7          | 2          | 0      | 0      | 25   | 9    |
| パルチザン・ベオグラード           | 通算     | 49     | 14     | 5      | 2      | –            | –            | 7          | 2          | 0      | 0      | 61   | 18   |
| マンチェスター・ユナイテッド       | 2008–09  | 2      | 0      | 1      | 0      | 0            | 0            | 0          | 0          | 0      | 0      | 3    | 0    |
| マンチェスター・ユナイテッド       | 2009–10  | 0      | 0      | 0      | 0      | 2            | 0            | 0          | 0          | 0      | 0      | 2    | 0    |
| マンチェスター・ユナイテッド       | 通算     | 2      | 0      | 1      | 0      | 2            | 0            | 0          | 0          | 0      | 0      | 5    | 0    |
| 1.FCケルン (loan)                  | 2009–10  | 13     | 5      | 1      | 0      | 0            | 0            | 0          | 0          | 0      | 0      | 14   | 5    |
| PFC CSKAモスクワ                   | 2010     | 15     | 3      | 3      | 0      | –            | –            | 12         | 4          | 0      | 0      | 30   | 7    |
| PFC CSKAモスクワ                   | 2011-12  | 14     | 2      | 1      | 0      | –            | –            | 0          | 0          | 0      | 0      | 15   | 2    |
| PFC CSKAモスクワ                   | 通算     | 29     | 5      | 4      | 0      | –            | –            | 12         | 4          | 0      | 0      | 45   | 9    |
| 総通算                             | 総通算   | 125    | 26     | 11     | 2      | 2            | 0            | 19         | 6          | 0      | 0      | 157  | 34   |

## 代表歴

### 出場大会
- セルビア代表
  - 2010 FIFAワールドカップ

### 試合数
- 国際Aマッチ 76試合 11得点（2007年-2016年）[12]

| セルビア代表 | 国際Aマッチ | 国際Aマッチ |
| 年           | 出場        | 得点        |
| ------------ | ----------- | ----------- |
| 2007         | 4           | 0           |
| 2008         | 8           | 0           |
| 2009         | 6           | 3           |
| 2010         | 9           | 1           |
| 2011         | 10          | 3           |
| 2012         | 9           | 1           |
| 2013         | 7           | 0           |
| 2014         | 9           | 2           |
| 2015         | 8           | 1           |
| 2016         | 6           | 0           |
| 通算         | 76          | 11          |

### 得点
| #   | 開催年月日     | 開催地       | 対戦国           | スコア | 結果 | 試合概要                                |
| --- | -------------- | ------------ | ---------------- | ------ | ---- | --------------------------------------- |
| 1.  | 2009年8月12日  | プレトリア   | 南アフリカ共和国 | 0-1    | 1-3  | 親善試合                                |
| 2.  | 2009年8月12日  | プレトリア   | 南アフリカ共和国 | 1-3    | 1-3  | 親善試合                                |
| 3.  | 2009年10月14日 | マリヤンポレ | リトアニア       | 1-1    | 2-1  | 2010 FIFAワールドカップ・ヨーロッパ予選 |
| 4.  | 2010年3月3日   | アルジェ     | アルジェリア     | 0-3    | 0-3  | 親善試合                                |
| 5.  | 2011年2月9日   | テルアビブ   | イスラエル       | 0-1    | 0-2  | 親善試合                                |
| 6.  | 2011年3月25日  | ベオグラード | 北アイルランド   | 2-1    | 2-1  | UEFA EURO 2012予選                      |
| 7.  | 2011年9月6日   | ベオグラード | フェロー諸島     | 2-0    | 3-1  | UEFA EURO 2012予選                      |
| 8.  | 2012年9月11日  | ノヴィ・サド | ウェールズ       | 2-0    | 6-1  | 2014 FIFAワールドカップ・ヨーロッパ予選 |
| 9.  | 2014年10月11日 | エレバン     | アルメニア       | 1-1    | 1-1  | UEFA EURO 2016予選                      |
| 10. | 2014年11月14日 | ベオグラード | デンマーク       | 1-0    | 1-3  | UEFA EURO 2016予選                      |
| 11. | 2015年10月11日 | ベオグラード | ポルトガル       | 1-1    | 1-2  | UEFA EURO 2016予選                      |

## タイトル
パルチザン・ベオグラード
- セルビア・スーペルリーガ 2007-08, 2008-09
- セルビア・カップ 2007-08, 2017-18, 2018-19

PFC CSKAモスクワ
- ロシア・プレミアリーグ 2012-13, 2013-14, 2015-16
- ロシア・カップ 2010-11, 2012-13
- ロシア・スーパーカップ 2013, 2014

FCトボル
- カザフスタン・プレミアリーグ 2021
- カザフスタン・スペルクボグィ 2022